# 小樽洋画研究所
小樽洋画研究所（おたるようがけんきゅうじょ）は、三浦鮮治が実弟の兼平英示とともに、1916年（大正5年）に開設した画塾。
中野五一、中村善策らが学んだこの研究所は、第8回研究所展のころには、当時の北海道美術界の一大拠点となっていた。